# Língua nabateia
A língua nabateia foi uma língua aramaica do ramo ocidental falada pelos nabateus do Negueve, margem leste do rio Jordão e Península do Sinai.
Durante a Idade de Ouro Islâmica, alguns historiadores árabes aplicaram esse termos coletivamente a outras línguas aramaicas orientais na planície aluvial do atual Iraque e o deserto sírio.

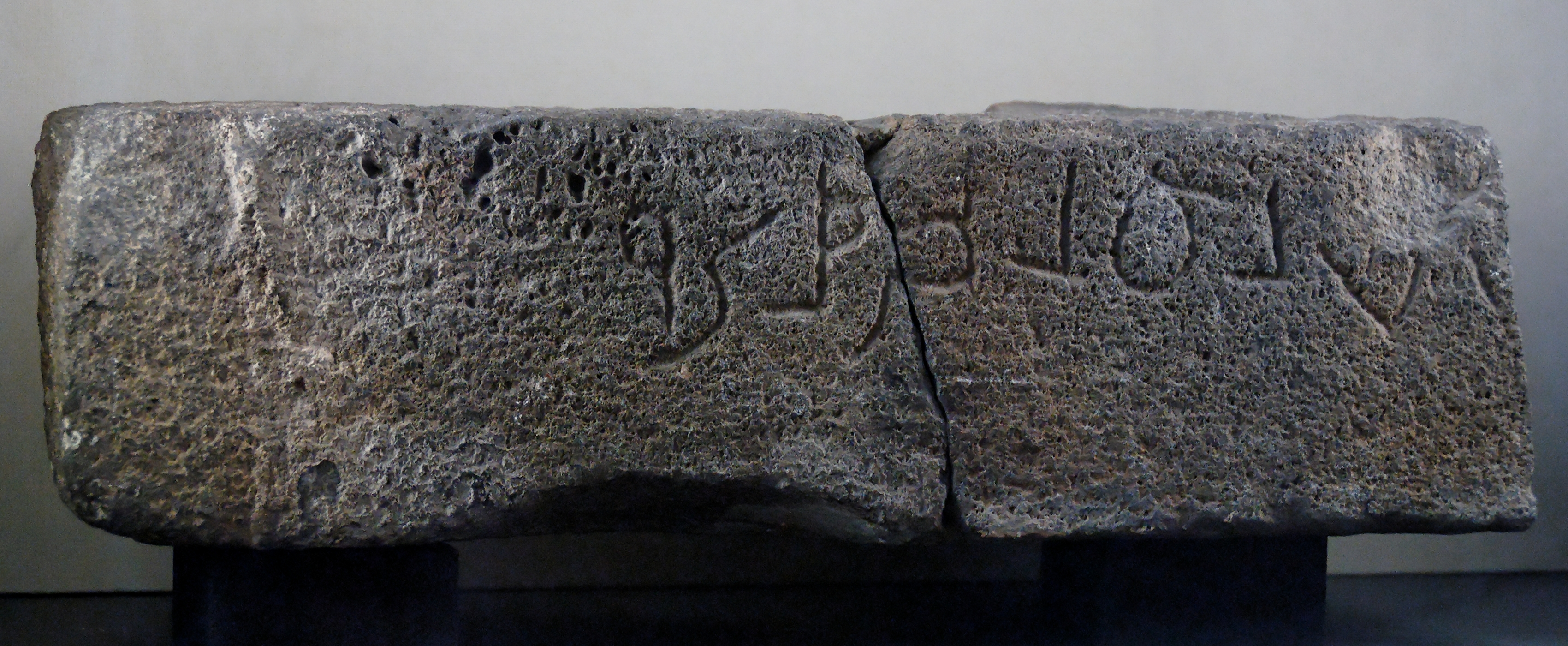
Fragmento de uma inscrição Nabateia para o deus Qasiu.

Com a queda do  Império Aquemênida (330 a.C.), a língua aramaica foi perdendo sua importância como língua franca do Oriente próximo e a língua grega já estava num mesmo nível de uso. A antiga cultura escrita foi perdendo sua força nas escolas e antigos dialetos locais foram tendo seu uso ampliado como linguagens escritas. A língua Nabateia foi uma dessas locais que assim se desenvolveram. Inscrições do século II a.C. mostram um crescimento também da língua aramaica.

## Classificação
A língua dos Nabateus foi um ramo de antiga língua aramaica (Aramaico imperial). Com a maior imigração de tribos árabes nômades, a língua nabateia tornou-se cada vez mais influenciada pelo árabe. A partir da era islâmica, a influência árabe tornou-se esmagadora, de uma forma que pode ser dito que a linguagem nabateus se deslocou perfeitamente do aramaico para o árabe.
Os eruditos costumavam se divididos sobre as origens da escrita árabe. Uma escola (contemporaneamente marginal) de pensamento data a escrita árabe como originada da siríaca, da qual também veio o aramaico. A segunda escola de pensamento, liderada por T. Noldeke, traça o caminho da escrita árabe para a Nabateia. Esta tese foi confirmada e completamente documentada por J. Healey em seu trabalho sobre o siríaco eo alfabeto árabe.  Uma inscrição escavada em Umm al Jimal, na Jordânia, que data do século VI, "confirma a derivação da escrita árabe do nabateu e aponta para o nascimento de formas distintas da escrita árabe".

## Declínio
A linguagem nabateia foi sempre influenciada linguisticamente pelo seu contexto histórico e geográfico. O nabateu inicialmente foi usado principalmente por falantes aramaicos, e, portanto, tirou muita influência do vocabulário e de nomes próprios aramaicos. Porém, no início do século IV veio sendo cada vez mais utilizado por falantes árabes, começando assim a influência do árabe. Isso, de acordo com o especialista em línguas semíticas Cantineau, marcou o início do fim do uso generalizado da língua nabateia, à medida que se tornou emergente em árabe. Durante este processo, " o Nabatean parece ter-se esvaziado pouco a pouco dos elementos aramaicos que tinha e a substituí-los sucessivamente por empréstimos do árabe".
Esta teoria, embora amplamente reconhecida, é contestada. M. O'Connor argumenta que, embora a teoria de Cantineau possa ser historicamente verdadeira, seu método de pesquisa para chegar a tal conclusão apresenta falhas e pode ser equivocado. 

## Evidências modernas
Evidências de escritos nabateus podem ser encontradas nas inscrições fúnebres e de devoção nas cidades de Petra, Bostra e Hegra (Madaim Sale) e há numerosas inscrições menores do sul da Península do Sinai. São mais textos nabateus inspirados no Alcorão.
A primeira inscrição Nabateia foi encontrada em Elusa, hohe na área de Negueve em Israel. A inscrição menciona Aretas, rei dos nabateus. Joseph Naveh argumenta que essa inscrição, que pode ser atribuída ao rei Aretas I, um "governante árabe com quem Jason procurou refúgio em Petra em 169 a.C.", carece de algumas características nabateias e se assemelha ao aramaico imperial uniforme imperial e à escrita judaica . Portanto, alguns estudiosos afirmam que a inscrição nabateia mais antiga foi encontrada em Petra, Jordânia, que pode ser datada da era helenística tardia, anos 96 ou 95 a.C.
Mais de 4.000 inscrições escavadas foram confirmadas como escritas na língua Nabateia. A maioria das inscrições nabateias encontradas são designações funerárias ou formais. A inscrição mais antiga encontrada escrita em Nabateu cursivo foi descoberta em Horvat Raqiq, perto da cidade de Bersebá, Israel. Essa inscrição é única não só por causa de sua idade, mas também porque foi escrita usando tinta sobre uma grande rocha.
A grande maioria das inscrições Nabateanas são gravadas em pedra, como a inscrição Ashla de Petra (95 a.C.), dedicada à deusa al-Kutba de Wadi Tumilat (77 a.C.) ea inscrição de Rabbel I de Petra (66 a.C.).Algumas escavações revelaram inscrições em objetos metálicos. A maioria dessas inscrições foram inscritas em moedas metálicas. As escavações em Wadi Musa no sul da Jordânia, desenterraram dúzias de fragmentos de bronze com inscrições Nabateias sobre os mesmos. Contudo, a fonte sobre eses fragmentos é incerta. Uma inscrição de bronze importante foi encontrada em um queimador de óleo escavado em Wadi Musa com uma dedicação de um sacerdote e seu filho Obodas, que data do reinado do rei Nabateu Rabbel II, entre os anos 70-106 dC.
Sugere-se que a anexação de Petra pela Roma antiga em 106 a.C. fez desaparecer um maior uso da língua Nabateia na região, pois não há nenhuma inscrição Nabateia encontrada em Petra que possa ser identificada como sendo posterior anexação. A última inscrição nabateia encontrada data de 356 d.C., foi encontrada em Hijaz, no norte da atual Arábia Saudita.

## Escrita
A escrita nabateia na sua forma manuscrita apresenta um estilo bem cursivo tendo se desenvolvido a partir do alfabeto aramaico. Deu origem ao alfabeto árabe, o qual se desenvolveu a partir das formas cursivas do Nabateu por volta do século V.